# Línea 1B (Urbanos de Torrejón de Ardoz)
La línea 1B de la red de autobuses urbanos de Torrejón de Ardoz es una línea circular que bordea la ciudad en el sentido de las agujas del reloj. El sentido contrario lo proporciona la línea 1A.

## Características
Esta ruta da servicio a gran parte de los barrios de Torrejón de Ardoz, y establece su cabecera de regulación en el Hospital de Torrejón. Algunas expediciones tienen parada en el Cementerio Municipal. Además, existen servicios nocturnos que atienden los barrios de El Castillo y Fronteras.
La línea circula exclusivamente por el término municipal de Torrejón de Ardoz. Como bien se expresa en la numeración interna del CRTM, recibe el número 1B148. El primer dígito corresponde a la línea, en este caso la línea 1B. Y los últimos tres dígitos corresponden al municipio por el que circula, en este caso 148 corresponde al municipio de Torrejón de Ardoz.
La línea mantiene los mismos horarios todo el año (exceptuando las vísperas de festivo y festivos de Navidad).
Está operada por la empresa ALSA mediante la concesión administrativa VCM-202 - Madrid - Torrejón de Ardoz - Alcalá de Henares - Meco (Viajeros Comunidad de Madrid) del Consorcio Regional de Transportes de Madrid.

## Horarios
| Lunes a viernes laborables lectivos                  |                |             |                |                |                |                |                |                |                |             |             |             |             |             |             |             |             |             |    |    |    |    |
| L1B Circular: Hospital de Torrejón > Plaza de España |                |             |                |                |                |                |                |                |                |             |             |             |             |             |             |             |             |             |    |    |    |    |
| 05                                                   | 06             | 07          | 08             | 09             | 10             | 11             | 12             | 13             | 14             | 15          | 16          | 17          | 18          | 19          | 20          | 21          | 22          | 23          | 00 |    |    |    |
| 35                                                   | 00 05 15 30 45 | 00 15 30 45 | 00 12 24 36 48 | 00 12 24 36 48 | 00 12 24 36 48 | 00 12 24 36 48 | 00 12 24 36 48 | 00 12 24 36 48 | 00 12 24 36 48 | 00 15 30 45 | 00 15 30 45 | 00 15 30 45 | 00 15 30 45 | 00 15 30 45 | 00 15 30 45 | 00 15 30 45 | 00 15 30 45 | 00 15 30 45 | 00 |    |    |    |
| Lunes a viernes laborables no lectivos               |                |             |                |                |                |                |                |                |                |             |             |             |             |             |             |             |             |             |    |    |    |    |
| L1B Circular: Hospital de Torrejón > Plaza de España |                |             |                |                |                |                |                |                |                |             |             |             |             |             |             |             |             |             |    |    |    |    |
| 05                                                   | 06             | 07          | 08             | 09             | 10             | 11             | 12             | 13             | 14             | 15          | 16          | 17          | 18          | 19          | 20          | 21          | 22          | 23          | 00 |    |    |    |
| 35                                                   | 00 05 15 30 45 | 00 15 30 45 | 00 15 30 45    | 00 15 30 45    | 00 15 30 45    | 00 15 30 45    | 00 15 30 45    | 00 15 30 45    | 00 15 30 45    | 00 15 30 45 | 00 15 30 45 | 00 15 30 45 | 00 15 30 45 | 00 15 30 45 | 00 15 30 45 | 00 15 30 45 | 00 15 30 45 | 00 15 30 45 | 00 |    |    |    |
| Sábados laborables, domingos y festivos              |                |             |                |                |                |                |                |                |                |             |             |             |             |             |             |             |             |             |    |    |    |    |
| L1B Circular: Hospital de Torrejón > Plaza de España |                |             |                |                |                |                |                |                |                |             |             |             |             |             |             |             |             |             |    |    |    |    |
| 05                                                   | 06             | 07          | 08             | 09             | 10             | 11             | 12             | 13             | 14             | 15          | 16          | 17          | 18          | 19          | 20          | 21          | 22          | 23          | 00 |    |    |    |
| 50                                                   | 10 20 30 40    | 00 20 40    | 00 20 40       | 00 20 40       | 00 20 40       | 00 20 40       | 00 20 40       | 00 20 40       | 00 20 40       | 00 20 40    | 00 20 40    | 00 20 40    | 00 20 40    | 00 20 40    | 00 20 40    | 00 20 40    | 00 20 40    | 00 20 40    | 00 |    |    |    |
| Noches de viernes, sábados y vísperas de festivo     |                |             |                |                |                |                |                |                |                |             |             |             |             |             |             |             |             |             |    |    |    |    |
| L1B Circular: Hospital de Torrejón > Plaza de España |                |             |                |                |                |                |                |                |                |             |             |             |             |             |             |             |             |             |    |    |    |    |
|                                                      |                |             |                |                |                |                |                |                |                |             |             |             |             |             |             |             |             |             |    | 01 | 02 | 03 |
| 00                                                   | 00             | 00          |                |                |                |                |                |                |                |             |             |             |             |             |             |             |             |             |    |    |    |    |

Paso por la Plaza de España aproximadamente 30 minutos después de su salida del Hospital de Torrejón. Duración del recorrido circular completo aproximadamente 60 minutos.

## Recorrido y paradas
| Código                                                                                                  | Zona | Localidad         | Denominación                                               | Ubicación                           | Líneas de la parada                                        | Cercanías         |
| --- | ---- | ----------------- | ---------------------------------------------------------- | ----------------------------------- | ---------------------------------------------------------- | ----------------- |
| 21105                                                                                                   |      | Torrejón de Ardoz | Calle Mateo Inurria - Hospital de Torrejón                 | Calle Mateo Inurria S/N.º           | 1A 1B                                                      |                   |
| 19051                                                                                                   |      | Torrejón de Ardoz | Avenida de Eduardo Chillida - Paseo de la Concordia        | Avenida de Eduardo Chillida Nº154   | 224 1B                                                     |                   |
| 18657                                                                                                   |      | Torrejón de Ardoz | Avenida de Eduardo Chillida - Paseo de la Democracia       | Avenida de Eduardo Chillida S/Nº    | 1B                                                         |                   |
| 18659                                                                                                   |      | Torrejón de Ardoz | Avenida de Carmen Martín Gaite - Paseo de la Igualdad      | Avenida de Carmen Martín Gaite S/Nº | 1B                                                         |                   |
| 19054                                                                                                   |      | Torrejón de Ardoz | Avenida Joan Miró - Avenida de Carmen Martín Gaite         | Avenida Joan Miró Nº3               | 224A 226 1B                                                |                   |
| 17554                                                                                                   |      | Torrejón de Ardoz | Avenida de la Unión Europea - Calle Dinamarca              | Avenida de la Unión Europea Nº13    | 224A 226 1B                                                |                   |
| 16559                                                                                                   |      | Torrejón de Ardoz | Avenida de la Unión Europea - Centro de salud              | Avenida de la Unión Europea Nº5     | 224A 226 1B                                                |                   |
| 06938                                                                                                   |      | Torrejón de Ardoz | Calle de la Circunvalación - Calle de la Solana            | Calle de la Circunvalación Nº97     | 224A 1B 5B                                                 |                   |
| 06935                                                                                                   |      | Torrejón de Ardoz | Calle de la Circunvalación - Calle del Abedul              | Calle de la Circunvalación Nº57     | 224A 1B 5B                                                 |                   |
| 06932                                                                                                   |      | Torrejón de Ardoz | Calle de la Circunvalación - Calle del Hierro              | Calle de la Circunvalación Nº16     | 224A 1B 5B                                                 |                   |
| Parada de las expediciones con paso por el cementerio                                                   |      |                   |                                                            |                                     |                                                            |                   |
| 10899                                                                                                   |      | Torrejón de Ardoz | Paseo de los Cipreses - Cementerio                         | Paseo de los Cipreses S/Nº          | 1A 1B                                                      |                   |
| Paradas del itinerario común                                                                            |      |                   |                                                            |                                     |                                                            |                   |
| 06929                                                                                                   |      | Torrejón de Ardoz | Calle Brújula - Centro de salud                            | Calle Brújula Nº4                   | 224A 1B 3 5B                                               |                   |
| 06923                                                                                                   |      | Torrejón de Ardoz | Calle de Hilados - Parque Cataluña                         | Calle de Hilados Nº8                | 224A 1B 2 3 5B                                             |                   |
| 06920                                                                                                   |      | Torrejón de Ardoz | Calle de Hilados - Centro Cultural                         | Calle de Hilados S/Nº               | 1B 2 3 5B                                                  |                   |
| Paradas de las expediciones nocturnas                                                                   |      |                   |                                                            |                                     |                                                            |                   |
| 11436                                                                                                   |      | Torrejón de Ardoz | Calle de la Circunvalación - Calle del Pozo de las Nieves  | Calle de la Circunvalación Nº5      | 224A 1B                                                    |                   |
| 06927                                                                                                   |      | Torrejón de Ardoz | Carretera de Loeches - Calle San Benito                    | Carretera M-206, S/Nº               | 1B 2                                                       |                   |
| 21248                                                                                                   |      | Torrejón de Ardoz | Ronda Sur - Calle Valle del Jerte                          | Ronda Sur S/Nº                      | 1B 2                                                       |                   |
| 21249                                                                                                   |      | Torrejón de Ardoz | Calle Valle de la Angostura - Calle Valle del Paular       | Calle Valle de la Angostura S/Nº    | 1B 2                                                       |                   |
| 21189                                                                                                   |      | Torrejón de Ardoz | Calle de Joaquín Blume - Calle Valle del Cabriel           | Calle Valle del Cabriel S/Nº        | 1B 2 3                                                     |                   |
| 06943                                                                                                   |      | Torrejón de Ardoz | Avenida de los Fresnos - Calle Júpiter                     | Avenida de los Fresnos Nº16         | 1B 2 3                                                     |                   |
| 20434                                                                                                   |      | Torrejón de Ardoz | Avenida de los Fresnos - Pisos Tutelados                   | Avenida de los Fresnos Nº11         | 1B 2 3                                                     |                   |
| 06944                                                                                                   |      | Torrejón de Ardoz | Avenida de los Fresnos - Poseidón                          | Avenida de los Fresnos Nº5          | 1B 2 3                                                     |                   |
| Paradas del itinerario común                                                                            |      |                   |                                                            |                                     |                                                            |                   |
| 06918                                                                                                   |      | Torrejón de Ardoz | Calle Forja - Calle del Oxígeno                            | Calle Forja Nº1                     | 1B 2 3 5B                                                  |                   |
| 17500                                                                                                   |      | Torrejón de Ardoz | Calle de la Solana - Calle Madera                          | Calle de la Solana Nº15             | 1B 5B                                                      |                   |
| 17501                                                                                                   |      | Torrejón de Ardoz | Calle de la Solana - Carretera de Loeches                  | Calle de la Solana Nº1              | 1B 5B                                                      |                   |
| 06912                                                                                                   |      | Torrejón de Ardoz | Avenida de la Constitución - Calle Cantalarrana            | Avenida de la Constitución Nº59     | 824 N202 1B 2 3 5B 6                                       |                   |
| La hora de paso por esta parada es aproximadamente 30 minutos después de salir del Hospital de Torrejón |      |                   |                                                            |                                     |                                                            |                   |
| 07430                                                                                                   |      | Torrejón de Ardoz | Avenida de la Constitución - Estación de Torrejón de Ardoz | Avenida de la Constitución Nº11     | 340 824 1B 2 3 5B                                          | Torrejón de Ardoz |
| 18255                                                                                                   |      | Torrejón de Ardoz | Avenida de las Fronteras - Avenida de la Constitución      | Avenida de las Fronteras Nº2A       | 215 224 224A 261824 VAC-2431B 2 5B                         |                   |
| Paradas de las expediciones nocturnas                                                                   |      |                   |                                                            |                                     |                                                            |                   |
| 06908                                                                                                   |      | Torrejón de Ardoz | Calle de Torrejón - Calle Puerto de Navacerrada            | Calle de Torrejón S/Nº              | 1B 2                                                       |                   |
| 06907                                                                                                   |      | Torrejón de Ardoz | Calle de Alcorcón - Calle de Torrejón                      | Calle de Alcorcón S/Nº              | 1B 2                                                       |                   |
| 06906                                                                                                   |      | Torrejón de Ardoz | Calle de Alcorcón - Las Fronteras                          | Calle de Alcorcón Nº21              | 1B 2                                                       |                   |
| Paradas de las expediciones diurnas                                                                     |      |                   |                                                            |                                     |                                                            |                   |
| 11505                                                                                                   |      | Torrejón de Ardoz | Avenida de las Fronteras - Centro de salud                 | Avenida de las Fronteras Nº6        | 1B 4 5B                                                    |                   |
| 06903                                                                                                   |      | Torrejón de Ardoz | Avenida de las Fronteras - Calle de Madrid                 | Avenida de las Fronteras Nº16       | 215 223 224 224A 251 252 261824 N202 VAC-022VAC-2431B 4 5B |                   |
| Paradas del itinerario común                                                                            |      |                   |                                                            |                                     |                                                            |                   |
| 06902                                                                                                   |      | Torrejón de Ardoz | Calle de Madrid - Colegio                                  | Calle de Madrid Nº6                 | 226 1B 5B                                                  |                   |
| 06900                                                                                                   |      | Torrejón de Ardoz | Calle de Madrid - Calle de Ciudad Real                     | Calle de Madrid Nº34                | 1B 5B                                                      |                   |
| 06898                                                                                                   |      | Torrejón de Ardoz | Calle Veredilla - Avenida de la Virgen de Loreto           | Calle Veredilla S/Nº                | 1B 5B                                                      |                   |
| 06896                                                                                                   |      | Torrejón de Ardoz | Calle de Turín - Calle Veredilla                           | Calle de Turín Nº2                  | 1B 5B                                                      |                   |
| 06892                                                                                                   |      | Torrejón de Ardoz | Avenida de Madrid - Calle de Turín                         | Avenida de Madrid Nº2               | 226 1B 5B                                                  |                   |
| 07235                                                                                                   |      | Torrejón de Ardoz | Avenida de Madrid - Parque de las Veredillas               | Avenida de Madrid Nº20              | 226 1B 5B                                                  |                   |
| 06890                                                                                                   |      | Torrejón de Ardoz | Avenida de Madrid - Calle de Milán                         | Avenida de Madrid Nº40              | 226 1B 5B                                                  |                   |
| 06889                                                                                                   |      | Torrejón de Ardoz | Avenida de Madrid - Calle de Budapest                      | Avenida de Madrid Nº60              | 226 1B 5B                                                  |                   |
| 09559                                                                                                   |      | Torrejón de Ardoz | Avenida de Madrid - Centro de salud                        | Avenida de Madrid Nº66              | 226 1B 5B                                                  |                   |
| 16534                                                                                                   |      | Torrejón de Ardoz | Avenida de Madrid - Instituto                              | Avenida de Madrid S/Nº              | 1B 5B                                                      |                   |
| 16533                                                                                                   |      | Torrejón de Ardoz | Carretera de la Base - Avenida de la Constitución          | Carretera de la Base Nº3            | 226 1B 5B 6                                                |                   |
| 10074                                                                                                   |      | Torrejón de Ardoz | Avenida de la Constitución - Avenida Descubrimientos       | Avenida de la Constitución Nº186    | 223 224 824 N202 1B 6                                      |                   |
| 10075                                                                                                   |      | Torrejón de Ardoz | Avenida de la Constitución - Barrio de La Zarzuela         | Avenida de la Constitución Nº210    | 223 224 824 N202 1B 6                                      |                   |
| 20903                                                                                                   |      | Torrejón de Ardoz | Avenida de la Constitución - Paseo de la Democracia        | Avenida de la Constitución Nº236    | 224 824 N202 1B 6                                          |                   |
| 19867                                                                                                   |      | Torrejón de Ardoz | Avenida de Jorge de Oteiza - Estación de Soto del Henares  | Avenida de Jorge de Oteiza Nº2      | 1B                                                         | Soto del Henares  |
| 21105                                                                                                   |      | Torrejón de Ardoz | Calle Mateo Inurria - Hospital de Torrejón                 | Calle Mateo Inurria S/N.º           | 1A 1B                                                      |                   |